# Zoellneria
Zoellneria es un género de hongos en la familia Sclerotiniaceae.